# Gustavianska barnhuset
Gustavianska Barnhuset är en byggnad belägen på Bråddgatan i kvarteret Asken i Norrköping. Nuvarande byggnad uppfördes 1838 för att inhysa det från 1772 varande barnhuset, vilket redan från börja hade varit inhyst på samma plats i lokaler som tidigare använts för ylletillverkning. Verksamheten fanns fram till 1901, även om de fortsatte att utackordera pojkar till fosterföräldrar ända till 1937. Organisationen lever numera vidare genom Gustavianska stiftelsen, som från 1974 regelbundet finansierar verksamhet för barn och ungdomar för uppemot 1,5 miljoner om året, pengar som finns placerade i värdepapper och skogsförvaltning. 

## Den äldsta verksamheten
I Norrköpings Tidningar kunde följande upprop läsas 1768:
"Wärdaste Wenner och Medborgare. Hvad spektakel se vi här i staden dagligen för våra ögon uti oskyldiga fattiga fader- och moderlösa barn, så länge de kunna snugga och tigge till en bit bröd. Huru många sådane finnes icke än mer inom staden, som vi icke se, hvilka antingen äro så späda att de ej kunna krypa ut, eller så nakna, att de för blyg skulld, ej kunna visa sig, eller ock för frost ej förmå vistas utanför deras kojor?"
Flera av stadens väletablerade personer såg de många hemlösa barnen som ett både moraliskt och praktiskt problem, och tre år efter uppropet finansierades ett barnhus i Kvarteret Asken norr om Motala ström. Barnhuset inhystes i det så kallade Reenströmska färghuset från 1760-talet, tidigare använd för hökaren Peter Lindahls ylletillverkning. Ylletillverkningen avvecklades dock, varefter huset donerades till barnhusets ändamål.
Barnhuset startade den 29 maj 1772 på Gustav III:s kröningsdag, och tog emot pojkar från fyra år och uppåt. Efter öppningsdatumet finansierades verksamheten genom gåvor och kollekt, vilket användes till att barnen skulle få "åtnjuta kläder, föda samt nyttig undervisning". Barnhuset låg ursprungligen lite längre in på gården och var inhyst bakom ett plank, vilket av säkerhetsskäl togs ner efter branden 1822.

## 1838–1901
1838 uppfördes den nuvarande byggnaden, vilken var utrustad med bland annat sovsal, lärarbostad, kök och skolsal. Under större delen av 1800-talet hade barnhuset svårt med ekonomin, men på 1865 fick de genom en generös donation av Anders Alreik ett rejält ekonomiskt uppsving. Den nämnde herren blev ägare till Himmelstadlunds gård 1860, och testamenterade inte långt efter hela gården till barnhemmet, vilket markant förändrade den ekonomiska situationen. 1893 byggdes som komplement ett nytt barnhus, Fridtunagården, beläget intill dagens Vasaparken, vilket möjliggjorde även för flickor att omhändertas. Gustavianska barnhuset hade nämligen redan från början bara inhyst pojkar, varefter Fridtunagården i sin tur endast tog emot flickor.

## 1901–idag
1901 bytte organisationen skepnad genom att det tidigare barnhemmet organiserade sig som externat, och utackorderade pojkar till olika fosterföräldrar över hela Östergötland. Fastigheten såldes samma år och i bottenvåningen inhystes butikslokaler. På båda sidorna om byggnaden uppfördes nu ytterligare två byggnader i enkel jugend, byggda 1903 i samma komplex. Utackorderingen upphörde 1937, då den allmänna skolan och socialomsorgen tog över dessa sysslor. Organisationen bytte då namn till Gustavianska stiftelsen och inriktade sig istället på ungdomsvård och yrkesutbildning. Fram till 1974 fanns en husmodersskola verksam i Leonardsberg, en lokal som senare användes för lägerverksamheter fram till 1987. Idag är stiftelsen helt och hållet finansierad av sina värdepapper och delar ut stipendier till barn och ungdomar.